# Palais Erdődy-Fürstenberg
Le Palais Erdődy-Fürstenberg se trouve au 13 Himmelpfortgasse, dans la ville intérieure de Vienne.

## Histoire
L'ancien bâtiment, construit vers 1625, arriva en la possession du feld-maréchal lieutenant Ferdinand Gobert, Comte d'Aspremont-Lynden de Reckheim vers la fin du XVIIe siècle. À cette époque, le bâtiment était donc connu sous le nom de Palais Aspremont, et une plaque sur le Palais rappelle que le Prince révolutionnaire hongrois François II Rákóczi y fut souvent invité. En 1714, le palais devint la propriété du comte György (Georg) Erdődy.
En 1724, le palais fut agrandi par un architecte inconnu et pourvu d'une haute façade baroque. Des similitudes dans les façades suggèrent que le constructeur a vraisemblablement aussi conçu le Palais Neupauer-Breuner.
En 1773, le palais devint la propriété des landgraves de Fürstenberg et resta entre leurs mains jusqu'en 1987. L'actuel propriétaire est Francesca Thyssen-Bornemisza, Archiduchesse d'Autriche.

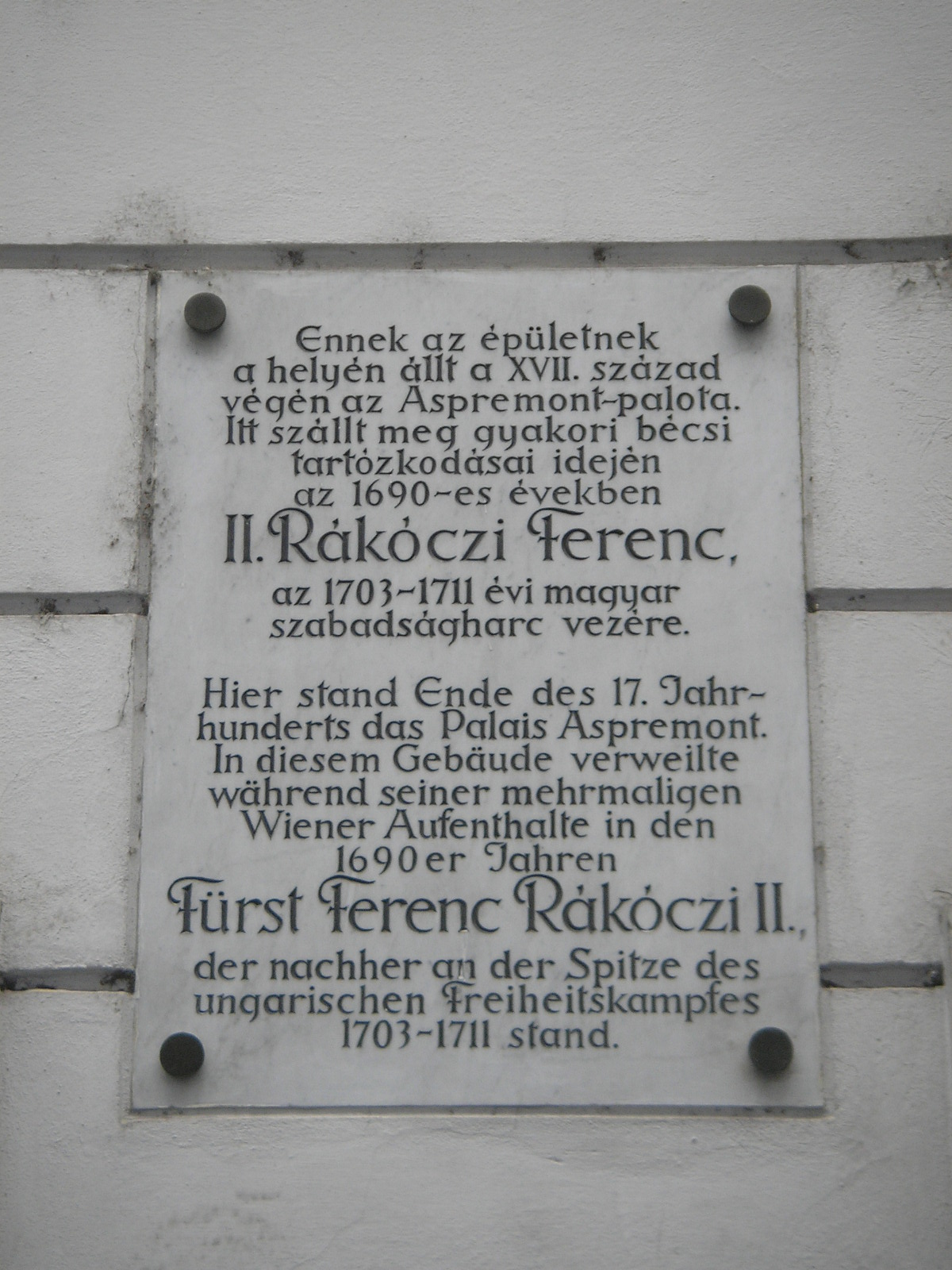
Plaque rappelant les anciens occupants du Palais Erdődy-Fürstenberg

## Littérature
- Dehio-Handbuch Wien, I. Bezirk – Innere Stadt, S 341,  (ISBN 3-85028-366-6)

## Liens
- Burgenkunde: Palais Fürstenberg-Erdödy
- Planet-Vienna: Palais Erdödy